# Candelária Sport Clube
El Candelária Sport Clube (también conocido como Candelária SC) es un club de hockey sobre patines de la localidad portuguesa de Candelária situada en el archipiélago de las Azores. Fue fundado oficialmente el 24 de enero de 1990 en la Isla del Pico.
Actualmente milita en la 2ª división (zona sur) del Campeonato de Portugal de hockey sobre patines.
Su éxito deportivo más destacado fue su participación en la final de la Copa de la CERS de la temporada 2006-07, en la que cayó derrotado por el Club Patí Vilanova. También cabe resaltar el subcampeonato de la Copa de Portugal de la temporada 2010-11.